# Чорнянський район
Чорнянський район — колишня адміністративно-територіальна одиниця УРСР з центром у селі Чорна. Утворений 11 лютого 1935 року у складі Молдавської АРСР Української РСР з частини Окнянського району Молдавської АРСР. Охоплював 10 сільських рад
Займав площу 0,5 тис. км².
2 серпня 1940 року на 3-й сесії Верховної Ради СРСР був прийнятий Закон про утворення союзної Молдавської Радянської Соціалістичної Республіки, у зв'язку з чим послідуючею адміністративно-територіальною реформою район переданий до складу Одеської області Української РСР.
У 1957 році Чорнянський район був ліквідований Указом Президії Верховної Ради Української РСР від 07.06.1957 р., а його територія відійшла до складу Красноокнянського району.

## Населення
- 1939 — 18 481 (у т.ч. с. Чорна 3652)